# Clayton-le-Moors
Clayton-le-Moors è un paese del Lancashire, in Inghilterra.